# Retjnoj Vokzal
Retjnoj Vokzal (ryska: Речной вокзал, Flodstationen) är en tunnelbanestation på Zamoskvoretskajalinjen i Moskvas tunnelbana. Den var fram till öppnandet av Chovrino 31 december 2017 linjens norra slutstation.
Retjnoj Vokzal invigdes på nyårsafton den 31 december 1964 och har döpts efter den närliggande Norra flodstationen vid Moskvakanalen.